# Square du Vexin
Le square du Vexin est une voie du 19e arrondissement de Paris, en France.

## Situation et accès
Le square du Vexin est une voie située quartier d'Amérique, dans le 19e arrondissement de Paris, qui débute au 1, avenue Debidour et se termine en impasse.

## Origine du nom

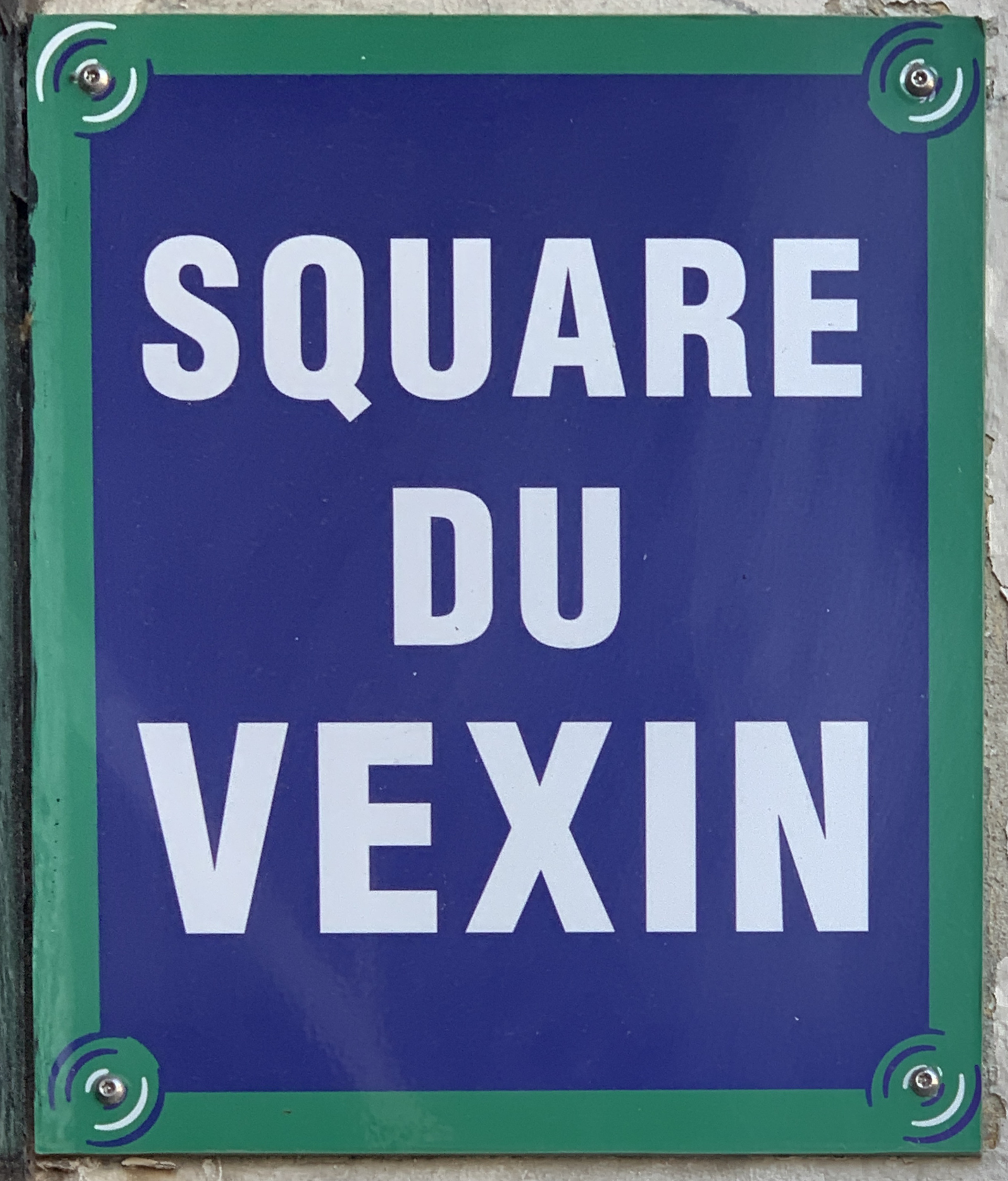
Plaque de la voie.

Le square porte le nom de l'ancienne province française du Vexin.

## Historique
La voie a été ouverte et a pris sa dénomination actuelle en 1932 sur l'emplacement du bastion no 22 de l'enceinte de Thiers.